# Mospyne
Mospyne (ukrainisch Моспине; russisch Моспино Mospino) ist eine Stadt im Osten der Ukraine in der Oblast Donezk mit etwa 10.500 Einwohnern.

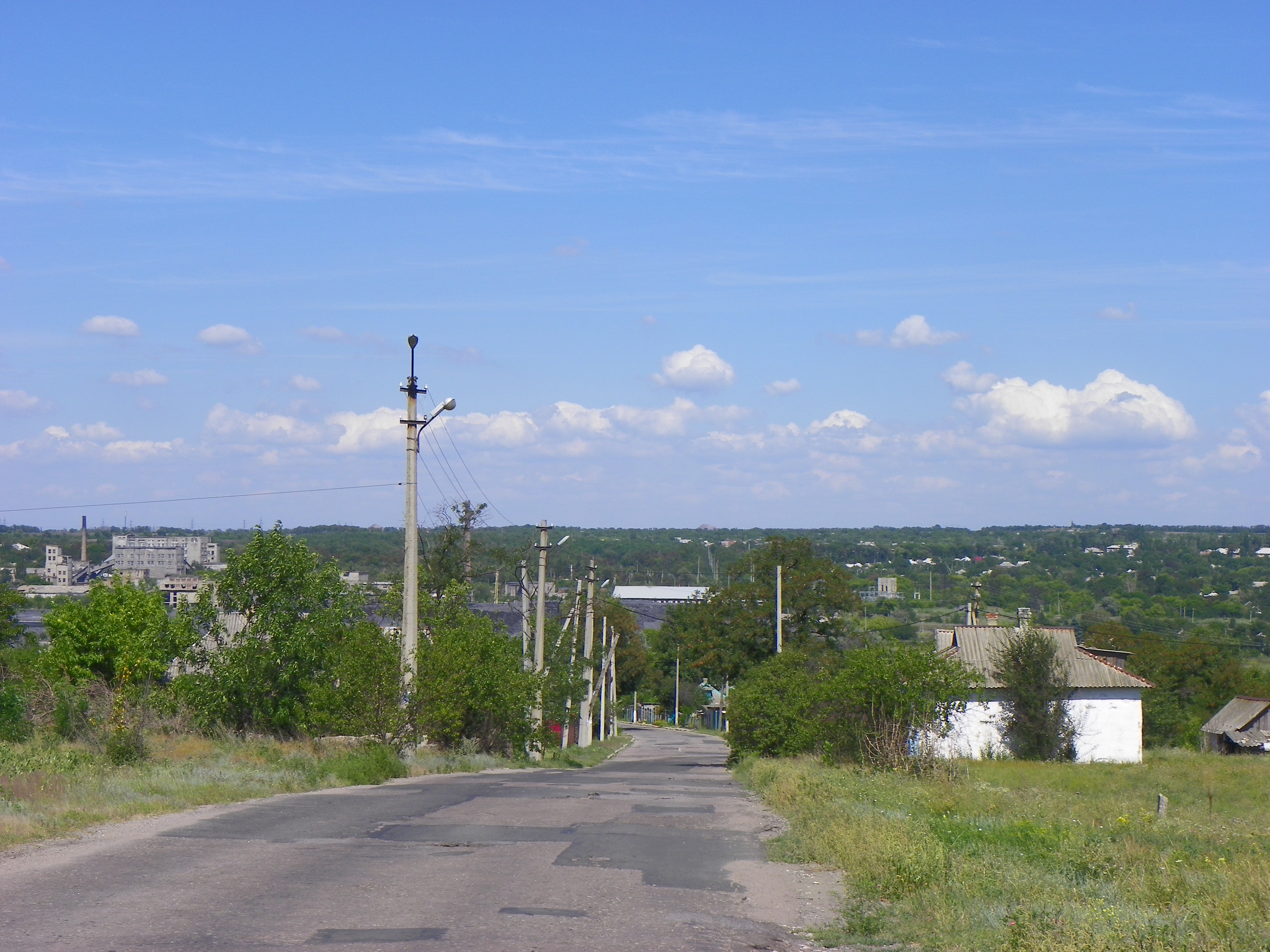
Blick auf die Stadt

Zur gleichnamigen Stadtgemeinde, welche wiederum ein Teil der Stadtgemeinde von Donezk, Rajon Proletariat ist, zählen auch die Siedlung städtischen Typs Horbatschewo-Mychajliwka sowie die Dörfer Burjuky (Бирюки), Mychajliwka (Михайлівка), Nowodwirske (Новодвірське), Oktjabrske (Октябрське), Hryschky (Гришки), Temrjuk (Темрюк) sowie Werbowa Balka (Вербова Балка).
Die Stadt befindet sich im Südosten des Stadtgebiets von Donezk, etwa 6 Kilometer vom Stadt- und Oblastzentrum Donezk entfernt am Fluss Hruska (Грузька) gelegen.
Der Ort wurde 1800 zum ersten Mal schriftlich als Machorowka erwähnt, er erhielt 1938 den Status einer Siedlung städtischen Typs und wurde in Mospino (nach der nahegelegenen Eisenbahnstation) umbenannt. 1958 erhielt der Ort dann das Stadtrecht. Im Sommer 2014 gab es Kämpfe im Ort im Verlauf des Russisch-Ukrainischen Kriegs, dieser ist seither in der Hand der Separatisten der Volksrepublik Donezk.

## Söhne und Töchter der Ortschaft
- Nikolai Nikolajew (1922–2002), sowjetischer Politiker
- Michail Teplinski (* 1969), russischer Generaloberst